# Mircea Petescu
Mircea Viorel Petescu (n. 15 octombrie 1943, Pecica, Arad, România – d. 16 decembrie 2018, Vosselaar, Flandra, Belgia) a fost un fotbalist, impresar și antrenor român retras din activitatea sportivă.

## Titluri

### Club
- UTA Arad
  - Divizia A: 1968-69, 1969-70
- Steaua București
  - Cupa României: 1965-66

## Distincții
- Ordinul Muncii clasa a III-a (30 aprilie 1962) „pentru cucerirea primului loc în Turneul European de Fotbal Juniori (U.E.F.A.)”[6]
- Ordinul „Meritul Sportiv” clasa a III-a (2008)[7]